# Sohodol (gmina)
Sohodol – gmina w Rumunii, w okręgu Alba. Obejmuje miejscowości Băzești, Bilănești, Bobărești, Brădeana, Burzonești, Deoncești, Dilimani, Furduiești, Gura Sohodol, Hoancă, Joldișești, Lazuri, Lehești, Luminești, Medrești, Morărești, Munești, Năpăiești, Nelegești, Nicorești, Peleș, Poiana, Robești, Sebișești, Sicoiești, Sohodol, Surdești, Șimocești, Țoci, Valea Verde i Vlădoșești. W 2011 roku liczyła 1729 mieszkańców. 